# Útok skupiny Codebreakers na Bank Sepah
Útok skupiny Codebreakers na íránskou banku Sepah byl rozsáhlý kybernetický incident, který byl veřejně odhalen v březnu 2025. K odpovědnosti za útok se přihlásila hackerská skupina známá jako Codebreakers, která tvrdila, že pronikla do systémů banky Sepah – jedné z nejstarších a strategicky nejvýznamnějších finančních institucí v Íránu. Podle tvrzení skupiny došlo ke kompromitaci více než 42 milionů zákaznických záznamů, včetně citlivých finančních údajů. Skupina dle informací získala více než 12 TB dat.
Incident následoval po předchozích kyberútocích na íránskou infrastrukturu, včetně útoku IRLeaks v roce 2024 a útoku na Bank Melli v roce 2021. Tyto události postupně odhalovaly zranitelnost íránského bankovního sektoru a vyvolaly vlnu kritiky, zejména vůči vysokým státním a vojenským činitelům, jejichž majetky byly zveřejněny.

## Pozadí
Bank Sepah byla založena v roce 1925 a je nejstarší dosud fungující národní bankou v Íránu. Patří mezi čtyři největší státní banky v zemi a provozuje více než 1700 poboček v Íránu a další tři pobočky v Římě, Paříži a Frankfurtu. Dceřiná společnost banky sídlí v Londýně.
Bank Sepah byla původně zřízena za účelem poskytování finančních služeb vojenskému personálu. V roce 2020 došlo ke sloučení několika vojenských bank do této instituce, v rámci snahy o centralizaci vojenských financí pod státní kontrolou. Banka sehrála klíčovou roli ve financování íránských obranných projektů, včetně programů zaměřených na vývoj raket a zbraní hromadného ničení. Kvůli těmto aktivitám je dlouhodobě terčem sankcí USA, EU a OSN.

## Průběh útoku
Začátkem března 2025 skupina Codebreakers zveřejnila na platformách jako Telegram oznámení o úspěšném útoku na systémy banky Sepah. Tvrdila, že získala více než 12 terabajtů důvěrných dat o více než 42 milionech osob. Mezi údaji byly mimo jiné bankovní účty, hesla, telefonní čísla, adresy, historie transakcí a citlivé informace o vojenském personálu.
Skupina údajně nabídla bance 72hodinové okno pro vyjednávání, během kterého požadovala výkupné ve výši 42 milionů dolarů v Bitcoinu. Banka platbu odmítla.

## Oficiální reakce a zveřejnění dat
Banka Sepah zpočátku útok zcela popřela, přičemž vedoucí oddělení pro styk s veřejností Reza Hamedanchi tvrdil, že systémy banky jsou „neprolomitelné“ a fungují v uzavřených sítích bez připojení k internetu. Současně však banka vyhrožovala právními postihy médiím a jednotlivcům, kteří by uniklé informace zveřejnili.
V reakci na tuto „aroganci a popírání“ zveřejnili Codebreakers část uniklých dat, včetně osobních a finančních údajů samotného Hamedanchiho a 20 000 dalších osob, včetně vysoce postavených civilních a vojenských představitelů.

### Mezi zveřejněnými osobami byli mimo jiné[7]:
- Generál Hassan Palarak, bývalý velitel sil Quds Revolučních gard – účet ve výši 634 miliard tomanů (cca 6,12 milionu USD),
- Abbas Golmohammadi, bývalý zástupce ředitele Íránské organizace pro geologický a mineralogický průzkum – účet s 768 miliardami tomanů,
- Alireza Arash, člen představenstva společnosti Henkel Pakwash – účet s 408 miliardami tomanů,
- Kazem Ghalamchi, zakladatel vzdělávacího institutu Ghalamchi,
- Rasoul Sirati, generální ředitel společnosti Tik, údajně napojené na vývoj raketové a dronové technologie.

## Reakce veřejnosti
Únik dat vyvolal silnou vlnu rozhořčení na sociálních sítích. Mnozí Íránci vyjadřovali šok nad tím, jaké obrovské částky drží jednotlivci napojení na režim, zatímco většina obyvatel čelí chudobě. Akademik Ali Sharifizarchi a investigativní novinář Yashar Soltani zpochybnili legitimitu majetku vysokých úředníků a poukázali na souvislost mezi nedostatkem transparentnosti a veřejnou podporou sankcí.
Zatímco konzervativní novinář Ali Gholhaki ironizoval snahu banky popřít únik dat a zároveň vyhrožovat právními postihy, mnozí další uživatelé vyzývali k větší finanční transparentnosti a nezávislému vyšetřování incidentu.